# Clanis undulosa
Espèce
Clanis undulosa est une espèce d'insectes lépidoptères de la famille des Sphingidae, de la sous-famille des Sphinginae, de la tribu des Sphingini et du genre Clanis.

## Description
L'envergure est de 100-120 mm pour Clanis undulosa undulosa et de 118-160 mm pour Clanis undulosa gigantea. 

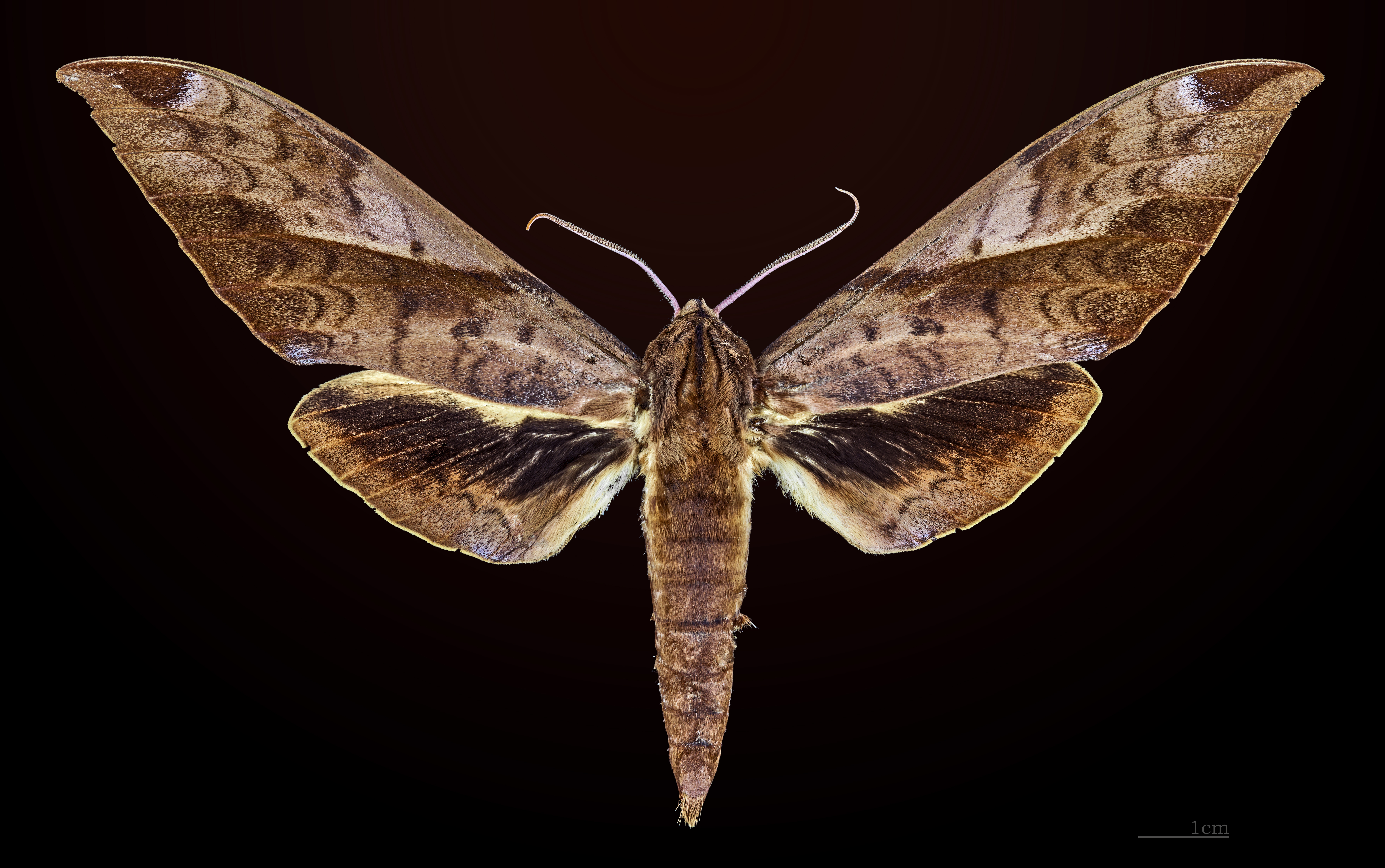
Male - Face dorsale MHNT
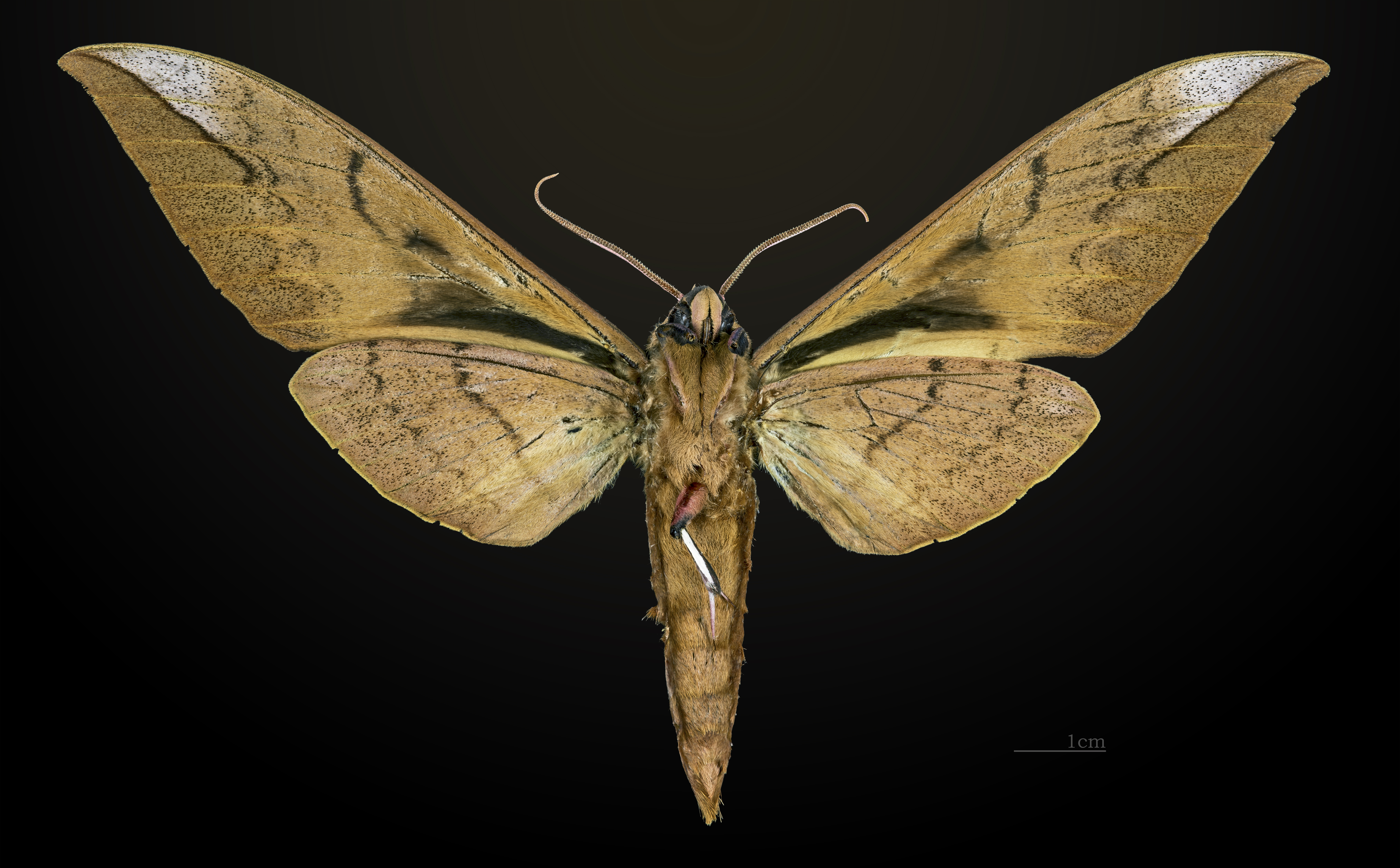
Male - Revers MHNT
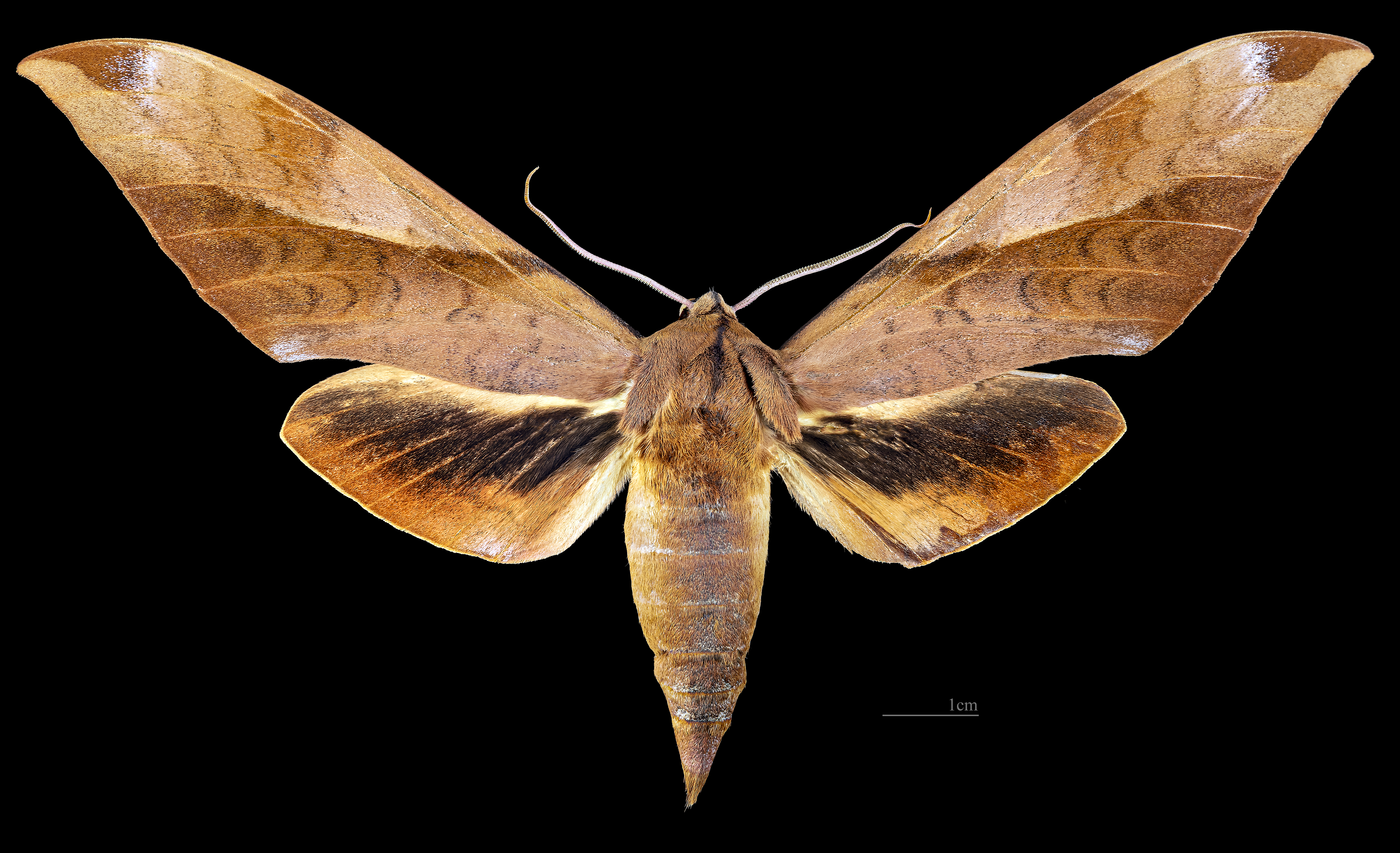
Femelle - Face dorsale MHNT
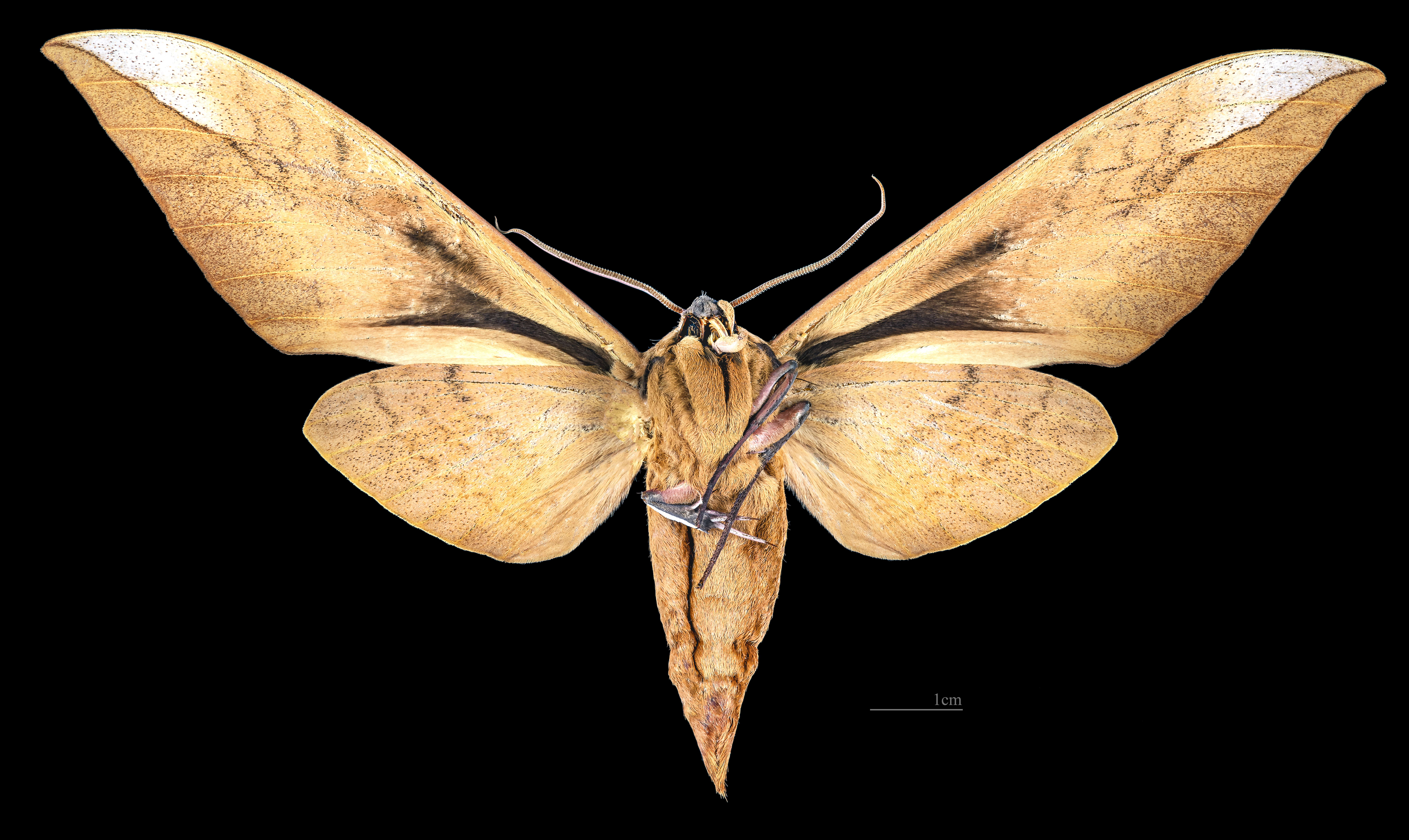
Femelle - Revers MHNT

## Biologie
Les adultes volent de juin à début août en Corée.

### Alimentation
Les habitudes alimentaires de la sous-espèce nominale ne sont pas connues. Les chenilles de Clanis undulosa gigantea se nourrissent  sur Lespedeza viatorum dans le Guangdong et sur Lespedeza thompsoni dans le nord-est de l'Inde.

## Systématique
- L'espèce a été décrite par l'entomologiste britannique Frederic Moore, en 1879[1].
- La localité type est la région de Pékin.

### Synonymie
- Clanis undulosa jankowskii Gehlen, 1932[2].

### Taxinomie
Liste des sous-espèces
- Clanis undulosa undulosa (sud de la Russie en Extrême-Orient, la péninsule coréenne et le nord-est de la Chine, aussi loin au sud et à l'ouest comme au Shaanxi et au Hebei)
- Clanis undulosa gigantea Rothschild, 1894 (Sud de Sichuan, Hubei, Jiangxi et Zhejiang en Chine, dans l'ouest du Népal et au nord-est de l'Inde et au sud, à travers la Thaïlande et le Vietnam, à la Malaisie péninsulaire)

Synonymie pour cette sous-espèce :
Clanis gigantea Rothschild, 1894
Clanis undulosa roseata Mell, 1922
Clanis undulosa f. acuta Mell, 1922
Clanis undulosa hoenei Mell, 1935